# Gruppenbahn

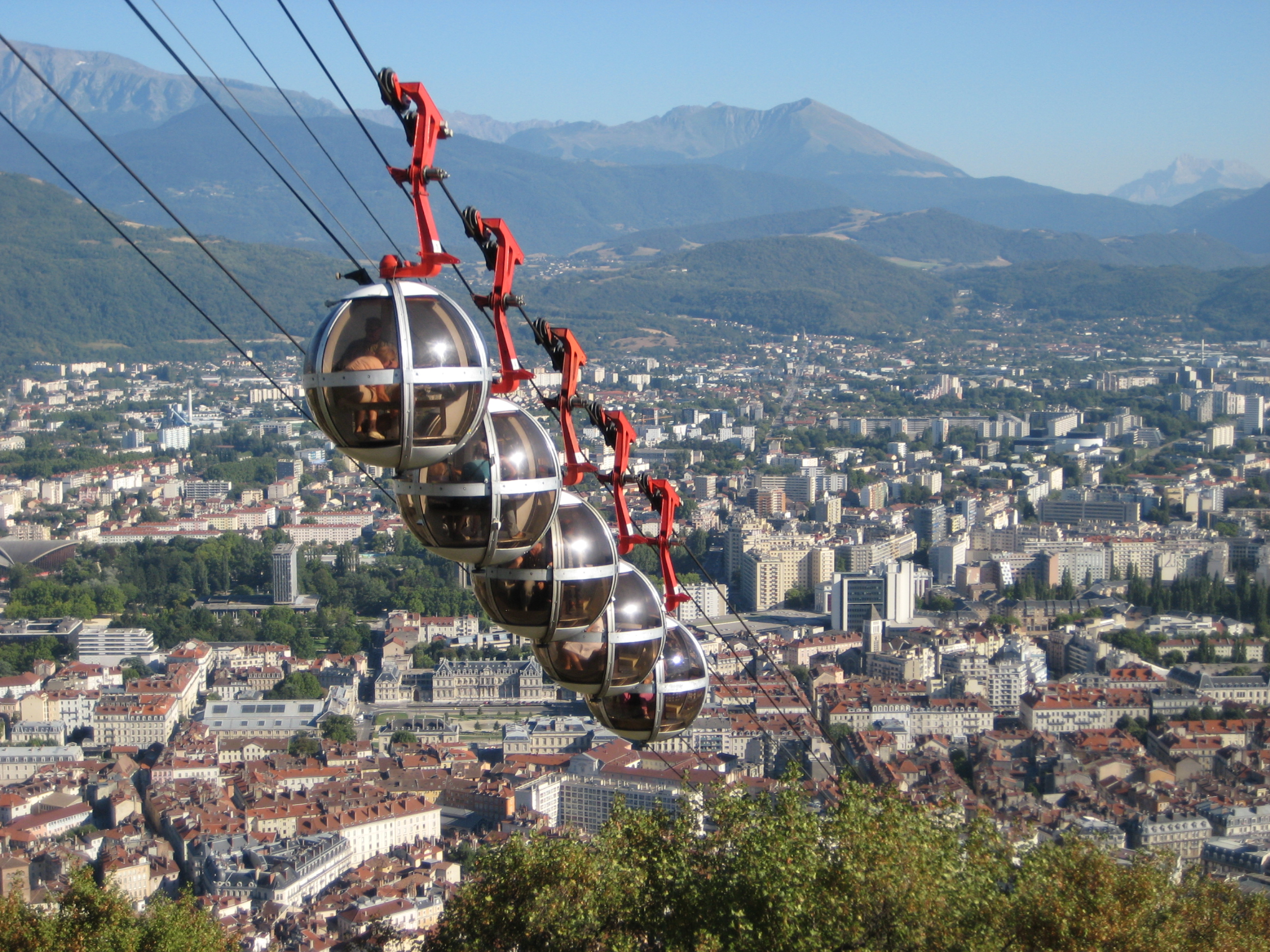
Grenobler Seilbahn zur Bastille, eine Zweiseil-Gruppenumlaufbahn

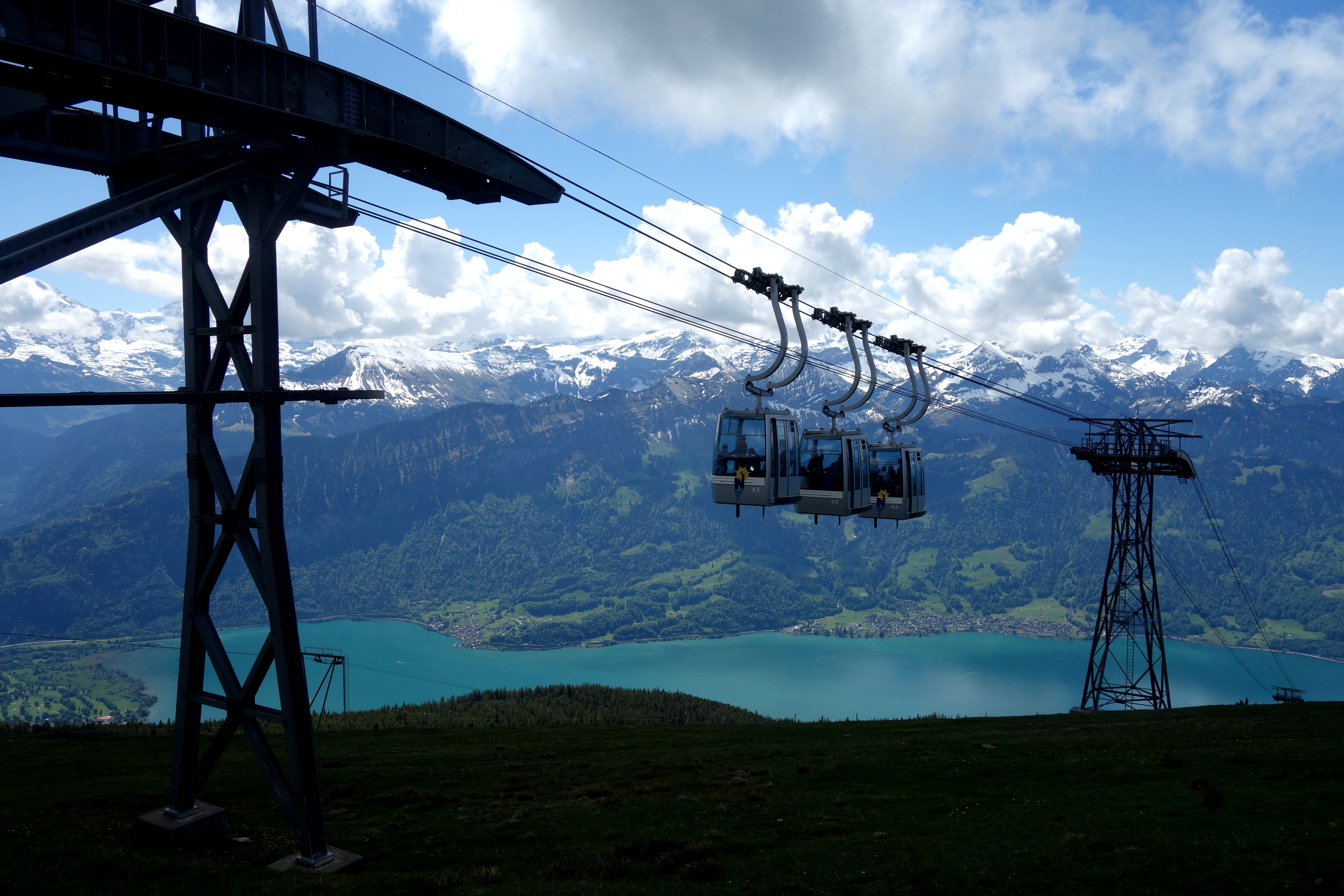
Dreiseil-Gruppenumlaufbahn vom Thunersee zum Niederhorngipfel (Schweiz, Berner Oberland)

Eine Gruppenbahn ist eine Gondelbahn, bei der mehrere Gruppen von zwei bis sechs Kabinen („Gondeln“) in knappem Abstand voneinander an ein Förderseil oder an ein Zugseil fix geklemmt sind. Meist handelt es sich aus technischer Sicht bei den Gruppenumlaufbahnen um Einseilumlaufbahnen und bei den Gruppenpendelbahnen um Zwei- oder Dreiseil-Pendelbahnen. Es existieren jedoch auch Mischformen, wie z. B. Zweiseil-Gruppenumlaufbahnen. Die einzelnen Gondeln einer Gruppenbahn bieten meist Platz für 6 bis 15 Fahrgäste.
Gruppenumlaufbahnen sind eine der seltenen Bauformen, bei der gleichzeitig das Umlaufseilbahnprinzip, feste Seilklemmen und geschlossene Fahrbetriebsmittel zum Einsatz kommen. Sie haben auch trotz des Umlaufbetriebes vom Fahrtablauf her Ähnlichkeiten mit dem Betriebsablauf einer Pendelbahn, da die Beförderung nicht stetig, sondern intermittierend („gepulst“) erfolgt, während Gruppenpendelbahnen unmittelbar das Prinzip der Pendelbahnen aufgreifen.
Ein Nachteil der Gruppenbahnen besteht darin, dass die Stützen auf der gesamten Länge für den höheren Lastfall der Vorbeifahrt der auf einen kurzen Seilabschnitt konzentrierten Kabinengruppe ausgelegt werden müssen, währenddessen diese Last bei einer Bahn mit herkömmlich verteilten Fahrzeugen auf die gesamte Strecke verteilt ist.

## Gruppenumlaufbahn

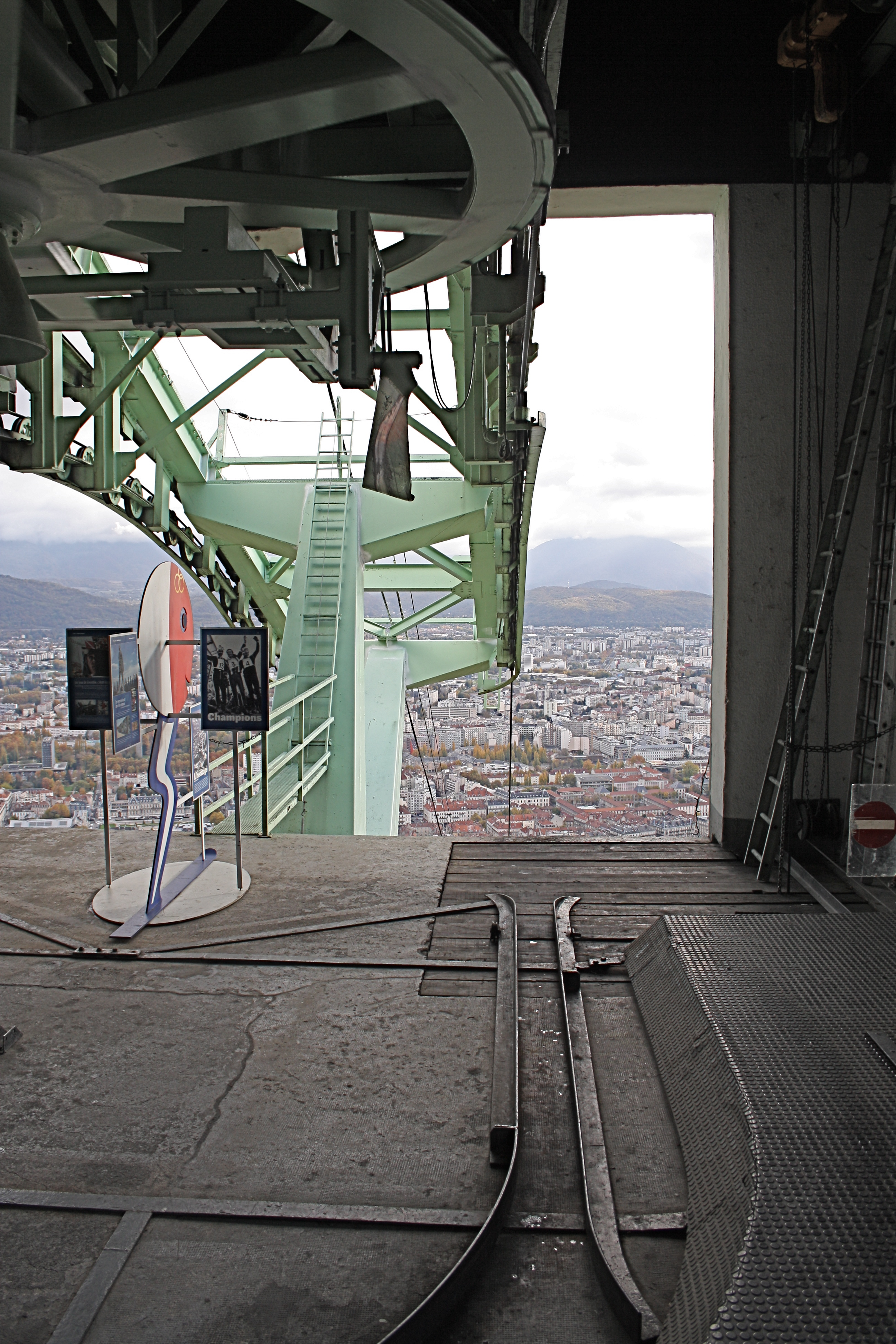
Umlaufanlage in der Bergstation der Grenobler Seilbahn zur Bastille

Bei diesem Bahntyp sind die Gondeln über ein Gehänge mit einer nicht abkuppelbaren Seilklemme gruppenweise so an das Förder- oder Zugseil geklemmt, dass zwischen den Gruppen an der umlaufenden Seilschleife exakt die gleichen Abstände liegen. Die Bahn verkehrt im Umlaufbetrieb, d. h. die Wagengruppe passiert ohne Änderung der Fahrtrichtung die Station und fährt auf der gegenüberliegenden Spur in die Gegenrichtung. Zum Ein- und Aussteigen der Passagiere einer Gruppe von Gondeln in den beiden Stationen hält die gesamte Bahn an, wenn sich die gegenüberliegenden Fahrzeuggruppen am Bahnsteig im Bogen der Station befinden (intermittierender Umlaufbetrieb). Da die Fahrgastwechsel bei Gruppenumlaufbahnen im Unterschied zu fix geklemmten Umlaufbahnen mit gleichmäßig über Zug- oder Förderseilschleife verteilten Fahrzeugen ausschließlich zu definierten Zeitpunkten in den Stationen stattfinden, kann ansonsten im Vergleich zu anderen fix geklemmten Umlaufseilbahnsystemen mit relativ hohen Geschwindigkeiten gefahren werden; die Fahrgeschwindigkeit beträgt bis zu 7 m/s. Dagegen ist die Förderleistung insgesamt in Abhängigkeit von der Streckenlänge wegen der regelmäßigen Stopps zum Fahrgastwechsel im Vergleich zu anderen Gondelbahntypen gering. Vorteilhaft wurde in der Blütezeit der Gruppenumlaufbahnen, den 1980er und 1990er Jahren, die überschaubare Technik (Verzicht auf kuppelbare Klemmapparate, einfacher Stationsaufbau ohne Hängeschienen, Fördervorrichtungen, Weichen, Nebenantriebe, Abstellschienen oder Gondelgaragen) angesehen.
Es gibt Ausführungen mit zwei, vier oder sechs Gruppen von Fahrzeugen. Bei vier Gruppen kommt es zu einem Zwischenstopp von zwei Gruppen in der Mitte der freien Trassenstrecke bzw. in einer Mittelstation, wenn die anderen zwei Gruppen in den Stationen anhalten. Bei sechs Gruppen sind zwei Zwischenstopps auf der Strecke erforderlich. Gruppenumlaufbahnen wurden bisher mit Gondeln für bis zu 17 Personen gebaut.
Für den Wintersportbetrieb erwiesen sich die Gruppenumlaufbahnen aufgrund der beschränkten Beförderungskapazität und der umständlichen Zwischenhalte beim Vier- oder Sechs-Gruppen-Betrieb als nicht zukunftsfähig. Mittlerweile ist das Konzept der Gruppenumlaufbahnen von den kuppelbaren Gondelbahnen abgelöst worden, so dass heute nur mehr wenige Gruppenumlaufbahnen neu errichtet werden.

## Gruppenpendelbahn

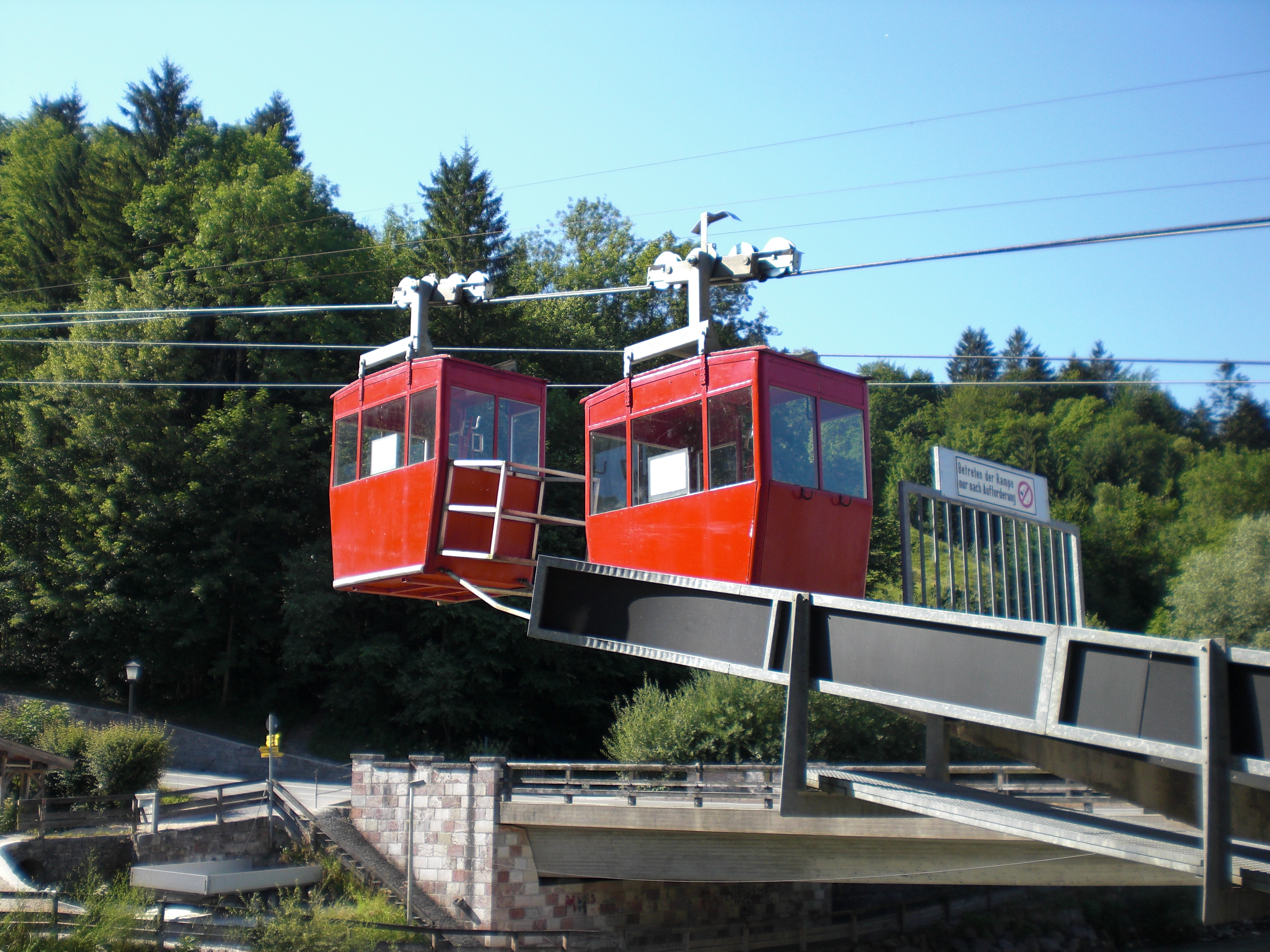
Obersalzbergbahn, Zweiseil-Gruppenpendelbahn

In der Funktionsweise und dem Betriebsablauf gleicht dieses Prinzip einer regulären Pendelbahn mit jeweils einer einzigen Kabine je Fahrspur, nur stehen bei der Gruppenpendelbahn mehrere Fahrzeuge in der Gruppe zur Verfügung. Die Kabinen der Fahrzeuggruppen hängen im Regelfall an Laufwerken, die mit ihren Laufrollen auf einem oder zwei Tragseilen fahren und von einem fix angeklemmtem Zugseil gezogen werden, so dass die Fahrzeuge – auf ihren jeweiligen Fahrbahnseiten verbleibend – zwischen den Stationen ohne Stationsdurchfahrt mit abwechselnder Fahrtrichtung hin und zurück pendeln. Es wurden jedoch auch Einseil-Gruppenpendelbahnen ausgeführt, beispielsweise die Bahn Adelboden Oey – Adelboden Dorf.
Gruppenpendelbahnen wurden bisher mit Gondeln für bis zu 29 Personen gebaut.
Ein Einsatz von vier Fahrzeuggruppen auf einer Zug- oder Förderseilschleife ist bei der Gruppenpendelbahn möglich, wenn eine Zwischenstation auf halber Streckenlänge vorgesehen wird, an welcher die Fahrgäste jedoch in die Fahrzeuggruppe auf der anderen Fahrspurseite umsteigen müssen. Bei diesen Bahnen pendelt systembedingt auf jeder Seite je eine Gruppe nur auf der unteren oder oberen Hälfte ihrer Fahrspurseite (zwischen Talstation und Mittelstation oder Bergstation und Mittelstation) hin und her, ein Fahrspiel besteht also erst einmal nur aus einer halben Fahrt. Die vollständige Fahrt entsteht für den Fahrgast durch Umsteigen in der Mittelstation in die bereitstehende Gruppe auf der anderen Fahrspurseite und einem weiteren Fahrspiel über die zweite Hälfte der Strecke, bei der die Bahn in entgegengesetzter Richtung wieder in die Ausgangsposition fährt.

## Beispiele von Gruppenbahnen
- Kleinkabinenbahn Vallée Blanche (Télécabine Panoramic Mont-Blanc) in der Mont-Blanc-Gruppe
- Grenobler Seilbahn zur Bastille (Téléphérique de Grenoble Bastille)
- Niederhorn